# Monika Krause-Fuchs
Monika Krause-Fuchs, (Schwaan, 8 de abril de 1941 — Flensburgo, 20 de maio de 2019), foi uma socióloga e educadora sexual alemã que trabalhou em Cuba entre 1962 e 1990, e foi a primeira diretora do CENESEX. Seu nome em Cuba era Monika Krause.

## Biografia

### Primeiros anos em Cuba
Monika Krause estudou Estudos Latino-Americanos na Universidade de Rostock, Alemanha Oriental. Em 1961 ela conheceu seu futuro marido, Jesús Jiménez, um capitão espanhol da marinha mercante cubana.
As autoridades da Alemanha Oriental obstruíram os planos de casamento de Monika Krause, já que Cuba era considerada um "espaço econômico não socialista" na época. Eles a ameaçaram de não poder terminar seus estudos. Intervenções diplomáticas do governo cubano, com quem seu noivo mantinha bons contatos, acabaram viabilizando o casamento.

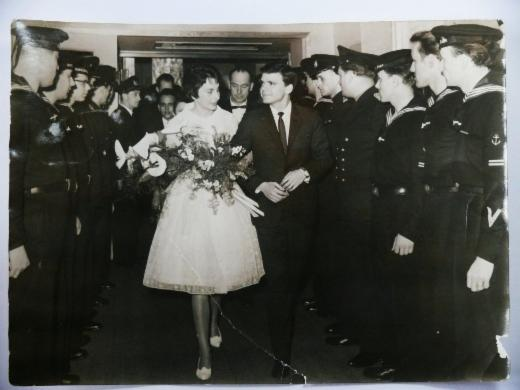
Casamento de Monika Krause com o capitão do navio hispano-cubano Jesús Jiménez Escobar em 1962 em Rostock-Warnemünde, Alemanha Oriental.

Durante seus primeiros anos em Cuba, Monika trabalhou como intérprete e professora de alemão. Krause completou seus estudos depois de pará-los duas vezes devido ao nascimento de seus dois filhos cubanos e às estadias de carreira do marido no exterior. Em 1970, ela se formou na Universidade de Havana com uma licenciatura em Língua e Literatura Espanhola. Em seguida, trabalhou na Direção Nacional da Federação de Mulheres Cubanas (FMC), presidida por Vilma Espín, esposa de Raúl Castro. Na FMC, Monika trabalhou no departamento de relações internacionais.

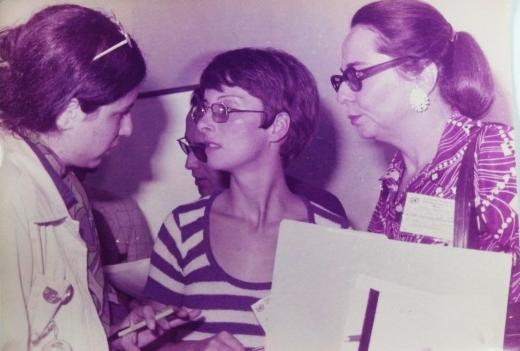
Monika e Vilma Espín, Presidente da Federação de Mulheres Cubanas, na Conferência Mundial das Nações Unidas sobre a Mulher na Cidade do México, 1975, Ano Internacional da Mulher.

### Atividade como educadora sexual
Monika quebrou o pescoço em um grave acidente de carro, que a manteve em licença médica por vários meses. Durante esses meses em casa, ela foi encarregada pela presidente da FMC, Vilma Espín, de revisar a literatura sobre educação sexual de diferentes países e desenvolver um estudo comparativo de elementos que poderiam ser aplicados em Cuba. Entre outros eventos fortuitos daquele ano, Monika conheceu seu compatriota, o professor Siegfried Schnabl, e o professor Celestino Álvarez Lajonchere. Com o professor Schnabl, ele aprenderia os detalhes do bem-sucedido programa de educação sexual na RDA, que serviria de inspiração para o incipiente programa cubano. Com o professor Lajonchere, Monika formaria uma equipe altamente eficaz que teria um efeito profundo nos próximos anos.

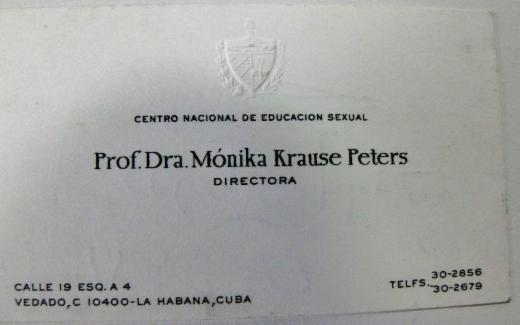
Cartão do Prof. Dr. Monika Krause Peters (seu nome oficial completo em Cuba) como o primeiro diretor do Centro Nacional de Educação Sexual CENESEX, 1989

Em 1977 foi fundado o "Grupo Nacional de Trabalho de Educação Sexual na Comissão Permanente da Assembleia Nacional para a Atenção da Criança, do Adolescente e da Igualdade de Direitos da Mulher" do qual Monika seria a coordenadora. O GNTES tornou-se o Centro Nacional de Educação Sexual (CENESEX), do qual Monika foi sua primeira diretora.
Monika Krause considerava a gravidez na adolescência um grande problema na sociedade cubana. Em sua opinião, foi causado pela combinação do machismo inerente à sociedade, com sua definição reacionária de papéis e gêneros, e pelo sistema generalizado de internatos que mantinha quase toda a população jovem (entre 12 e 18 anos) em o país longe de suas casas e seus pais.
Uma importante conquista do GNTES/CENESEX, em grande parte devido à incansável tenacidade de Monika, foi a publicação de inúmeros livros de autores de renome mundial sobre temas de educação sexual e sexologia, tanto para especialistas quanto para o público em geral. Edições de centenas de milhares de exemplares esgotaram-se instantaneamente, causando significativo impacto social. Um marco foi a publicação de "El Hombre y mujer en la privacy" do Dr. Schabl, que tratou um assunto tabu na sociedade cubana daquela época (e hoje) de forma científica e moderna: a homossexualidade.
Outra tarefa importante e constante de Monika Krause era o trabalho educativo, que ia desde palestras para adolescentes em internatos até a formação de profissionais de saúde.
Em 1983, Monika Krause recebeu um doutorato Summa Cum Laude em filosofia com o tema "preparando a jovem geração cubana para o amor, casamento e família", da Universidade de Rostock, RDA. Após sua qualificação em 1986, foi professora do Instituto de Ciências Médicas da Universidade de Havana.
Monika fez uso regular da imprensa para publicar artigos educacionais e de ciência popular. Ele tinha programas no rádio e na televisão. Em um programa de televisão, Krause mostrou um preservativo pela primeira vez, desembalando-o e explicando como funcionava, causando alvoroço e ganhando o título: A Rainha do Preservativo.
Monika levantou sua voz cada vez mais fortemente contra a homofobia irracional institucionalizada da Cuba dos anos 1980. Em 1990, em uma entrevista intitulada No sexo tudo é normal, para a revista da Universidade de Havana "Alma Mater", Monika denunciou abertamente a repressão aos homossexuais em Cuba. Ela foi repreendida por transgredir as linhas vermelhas estabelecidas, mas sua audácia levaria a uma revisão das disposições homofóbicas existentes.
Por seu ataque frontal ao machismo, por sua defesa dos direitos das mulheres em igualdade de condições, Monika teve muitos detratores que a apelidaram de "a temível", "a corruptora de menores", "a obcecada sexualmente". Mas ela gozou do respeito de um povo que admirava sua perseverança, humildade e coerência, e que lhe deu títulos honoríficos como: "a defensora das mulheres", "a rainha do preservativo" ou, simplesmente, "Mônica, da educação sexual".

### Voltar para a Alemanha

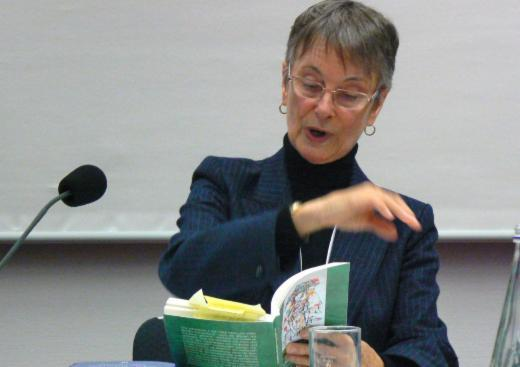
Monika Krause-Fuchs lendo suas memórias, Alemanha, início de 2010.

Desiludida com a Revolução Cubana e seu casamento desfeito, Monika Krause e seus dois filhos cubanos finalmente retornaram à Alemanha em 1990, sob o pretexto de uma viagem de férias para ver sua mãe doente.
Monika Krause casou-se com o Dr. Harry Fuchs pela segunda vez (adquirindo o nome Krause-Fuchs) e viveu com ele em Glücksburg, no Mar Báltico, até sua morte. Escreveu vários livros sobre suas experiências em Cuba, deu palestras e realizou workshops.
Monika Krause-Fuchs faleceu em 20 de maio de 2019 aos 78 anos.

## Filmografia
Silvana Ceschi e Reto Stamm: A Rainha do Preservativo (Suíça 2007), documentário sobre Monika Krause-Fuchs (Trailer)